# Sanctus

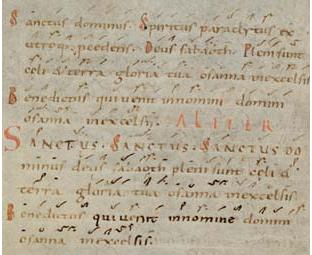
Sanctus - rukopis z 11. století

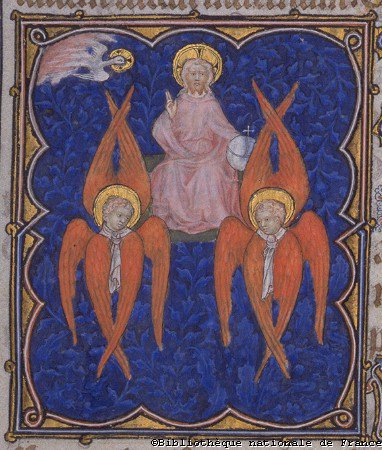
Serafíni - ochránci Božího trůnu, kteří podle Iz 6,3 neustále zpívají Bohu chvalozpěv Sanctus

Sanctus (lat. svatý) označuje část eucharistické (mešní) modlitby, tzv. anafory, jež je jednou z nejstarších součástí bohoslužebného ritu většiny křesťanských tradic, katolických, pravoslavných i luterských. Text je také často zhudebňován v hudebních mších.
Zpěv Sanctus je spojením dvou různých biblických míst - zvolání andělů, přesněji serafů, ve vidění proroka Izajáše (Izajáš 6,3) a proklamace mesiášského Žalmu 118,25-26 (Hosana). Propojují se tu slova, jimiž Boha podle prorockého vidění oslavují jeho nebeští služebníci, se slovy, jež podle evangelií použili lidé na zemi k oslavě Ježíše (Marek 11,9-10; Matouš 21,9.15; Jan 12,13).

## Text a český překlad
Latinský text
Sanctus, Sanctus, Sanctus Dominus Deus Sabaoth.

Pleni sunt caeli et terra gloria tua.

Hosanna in excelsis.

Benedictus qui venit in nomine Domini.

Hosanna in excelsis.
Český překlad
Svatý, svatý, svatý, Pán, Bůh zástupů.

Nebe i země jsou plny tvé slávy.

Hosana na výsostech.

Požehnaný, jenž přichází ve jménu Páně.

Hosana na výsostech.